# Komonyi Zsuzsi
Komonyi Zsuzsi (Kecskemét, 1982. július 21. –) magyar énekes, színész.

## Élete
1988–1995 között modellkedett, Diós Katalin modelliskoláját végezte el. 1994 decemberében megnyerte a The Nicest of the World (A Föld legbájosabb gyermeke) szépségverseny hazai döntőjét, így kijutott New Yorkba. 1997-ben kezdett el komolyabban foglalkozni az énekléssel. 1999 nyarán a Miss World Hungary szépségverseny 1. udvarhölgye lett. 1999–2002 között szinte állandó vendége volt a Dáridónak. Ekkor lett az UFO együttes énekese is. 2004–2005-ben többször énekelt Kanadában, Észak-Amerikában. 2005-ben jelent meg első szólólemeze „Első” címmel. 2006-ban diplomázott a Kecskeméti Tanítóképző Főiskola óvodapedagógus szakán. 2008-ban jelent meg második lemeze „Néha szeretni annyira fáj” címmel. 2009-től a Muzsika TV háziasszonya, a Szívküldi műsorvezetője lett. 2012-ben férjhez ment. Harmadik albuma „Végtelen” címmel 2020-ban jelent meg, és harmadik lett a magyar albumeladási listán.

## Színházi szerepei
- István, a király

## Filmjei
- Barátok közt (2007)

## Diszkográfia

### Első (2005)
- 1. Mondd meg, ha szeretsz
- 2. Valaki eljön értem egyszer
- 3. Mindennap véget ér egy álom
- 4. Szerelem, mondd merre jársz
- 5. Gondolsz-e majd rám
- 6. Ez majdnem szerelem volt
- 7. Olyan jó lenne tudni
- 8. Mindenkinek van egy álma
- 9. Mit remélsz
- 10. Mikor jössz már énfelém
- 11. Mindenkit érhet szerelem
- 12. Szexi Lady
- 13. Mondd meg, ha szeretsz (Cook Remix)
- 14. Mondd meg, ha szeretsz (Night Work Remix)
- 15. Mondd meg, ha szeretsz (karaoke)

### Néha szeretni annyira fáj (2008)
- 1. Néha szeretni annyira fáj
- 2. Banális történet
- 3. Te vagy a mennyország nekem
- 4. Így vagy úgy
- 5. Ha belehalok százszor is
- 6. Rólad álmodom
- 7. Lány az úton
- 8. Talán
- 9. Van ilyen lány
- 10. Mikor emlékül írtál
- 11. Tőled szép
- 12. Ha szombat este táncol
- 13. Karácsonyi dal[3]

### Végtelen (EP) (2018)
- 1. Száz év
- 2. Végtelen
- 3. Kimondanám a szót
- 4. Végtelen - Radio Version[4]

### Küldök egy kulcsot a szívemhez (kislemez Márióval) (2019)
- 1. Küldök egy kulcsot a szívemhez (Radio Edit)
- 2. Küldök egy kulcsot a szívemhez[5]

### Végtelen (2020)
- 1. Végtelen
- 2. Nem akarom
- 3. Játssz most a szívemmel
- 4. Kimondanám a szót
- 5. Száz év
- 6. Szerelmes lettem a nyárba
- 7. Nyári zápor
- 8. Veled én
- 9. Az óperencián túl
- 10. Száz év - Simple Edit
- 11. Végtelen - Radio Version [6]